# 哈德里·福瑞澤
羅伯特·哈德利·弗雷澤（Robert Hugh "Hadley" Fraser，1980年4月21日—）是英国舞台演員和歌手。
弗雷澤首次亮相是在倫敦西區《悲慘世界》中飾演馬留斯·彭梅西，他亦在百老匯《海盜女王》中飾演蒂爾南。

## 生平
弗雷澤出生於伯克郡的溫莎。他擁有伯明翰大學的學士學位和皇家音樂學院的研究生文憑。 2011 年，他成為皇家音樂學院 (ARAM) 的副教授。  
他曾在西區的多部作品中演出，並在神秘博士劇集「幽靈軍團」（2006 年）中飾演 Gareth。
2009年，弗雷澤在《The Fresh Beat Band》第 1 季中飾演 Reed，但在最後 2 季中，被Patrick Levis取代。  
2010年5月，他重新回到倫敦西區，在《The Fantasticks中》飾演 El Gallo。
2010年10月，弗雷澤在悲慘世界25週年紀念音樂會上飾演格朗泰爾。
2011年6月23日，弗雷澤重返西區參與悲慘世界演出，是次扮演賈維爾，亦因這個角色獲得了評論界的好評，並一直出演該劇直到 2012 年 6 月。 
2011年10月1日至2日，弗雷澤在倫敦皇家阿爾伯特音樂廳舉行的歌劇魅影：25周年紀念音樂會上飾演勞爾。
他與拉明·克林魯和席艾拉·波格斯共同出演，他們分別扮演魅影和克里斯汀。
弗雷澤亦在悲慘世界25 週年紀念音樂會上與拉明·克林魯一同演出。 弗雷澤與拉明合組「Sheytoons」樂隊，創作歌曲包括「Heading West」和「Driftwood」。
弗雷澤在改編自悲慘世界的電影中，擔任國民警衛隊陸軍上將。
2012年，弗雷澤在The In-Between的概念專輯中演唱了「Beyond the Door」，並飾演 Calicus 。
2013年12月6日至2014年2月13日期間，弗雷澤與湯姆·希德勒斯頓一同出演科里奧蘭納斯電影。
2014年10月5日，哈德利與交往多年的女友羅莎莉·克雷格結婚。

## 參演

### 電影
| 年份      | 名稱                         | 角色                     | 備註               |
| --------- | ---------------------------- | ------------------------ | ------------------ |
| 2006      | 異世奇人                     | Gareth                   | 電視劇             |
| 2009–2010 | 新鮮節拍樂隊                 | Reed                     | 電視劇-第1季1-13集 |
| 2010      | 失落的部落（2010年電影）     | Chris                    |                    |
| 2010      | 悲慘世界：25週年紀念演唱會   | 格朗泰爾                 | 現場直播           |
| 2011      | Convincing Clooney           | 克里斯                   |                    |
| 2011      | 歌劇魅影：25周年紀念音樂會   | 勞爾‧夏尼子爵            | 音樂劇的現場直播   |
| 2012      | Shackled (2012 British film) | Jesse                    | 短劇               |
| 2012      | 孤星淚                       | National Guardsman       |                    |
| 2014      | 科里奧蘭納斯(電影)           | Tullus Aufidius          | 劇院直播           |
| 2014      | 誤打誤撞                     | MI5 Agent                | 電視劇             |
| 2014      | 自由之子 (迷你劇)            | John Dickinson           | 電視劇             |
| 2014      | 蓬皮杜                       | Maitre D'                | 電視劇             |
| 2015      | 霍爾比市                     | Sebastian Coulter        | 電視劇             |
| 2016      | 泰山傳奇                     | Tarzan's father          |                    |
| 2017      | 東方快車謀殺案               | British Military Escort  |                    |
| 2018      | 莎士比亞之光                 | Shakespeare's son-in-law |                    |
| 2022      | 紳士傑克                     | M. Bradley               |                    |

## 外部鏈接
- Official site （页面存档备份，存于） updated June 2012
- 哈德里·福瑞澤在互联网电影资料库（IMDb）上的資料（英文）
- Fresh Face: Hadley Fraser （页面存档备份，存于）